# Camponotus callistus
Camponotus callistus é uma espécie de inseto do gênero Camponotus, pertencente à família Formicidae.

## Subespécies
- C. c. bradleyi
- C. c. callistus